# Сянлю
Сянлю (кит. трад.相柳, пиньинь Xiāngliǔ ([ɕjáŋ.ljòʊ]) — это ядовитое девятиглавое змеиное чудовище из китайской мифологии, считается источником наводнений и разрушений.
Тело сянлю обычно изображается свернутым в клубок. Девять голов чудовища располагаются по-разному на различных изображениях. На современных изображениях это существо напоминает гидру, у которой каждая голова находится на отдельной шее. На более древних гравюрах все головы сгруппированы на одной шее в три колонны.

## Мифология
Согласно «Каталогу гор и морей», Сянлю был служителем водного божества подобного змее, по имени Гун-гун. Сянлю разрушал экологию везде, куда бы он ни направился. Он был очень прожорлив, все его девять голов питались одним и тем же блюдом. Все, чего он касался или на что дышал (в зависимости от рассказа), превращалось в ядовито-горькую воду, лишенную жизни для людей и животных. Когда Гун-гун дал приказ наказать людей наводнениями, Сянлю гордился своим вкладом в их беды. В конце концов, Сянлю был убит, в некоторых версиях истории - Юем Великим, чьи другие подвиги включали прекращение Великого потопа в Китае, в других - Нюйвой после того, как потерпел поражение от рук бога Чжужуна. В «Каталоге гор и морей» говорится, что запах крови его мертвого тела был настолько силен, что земля, пропитанная ею, стала непригодной для выращивания зерновых, а местность затопило, делая ее негодной для жизни. В конечном итоге, Юю пришлось спрятать воду под насыпью, над которой Небесные Владыки построили свои павильоны.

 Слуга (чэнь) Бога Разливов (Гунгуна) зовется Сянлю”. [У него] девять голов, змеиное туловище, свернутое в клубок. Кормится [он] в девяти землях. Где он плевал и испражнялся, образовались родники и озера. [Смрад от него] был нестерпим. Никакие животные не могли [там] жить. Юй, за прудив воды потопа, убил Сянлю. Его кровь издавала такое зловонне, что в тех местах не могли расти злаки. Земля так увлажнилась [кровью], что жить было невыносимо. Юй возвел насыпь [высотой.в] три жэня. Но [кровь] трижды просачивалась так, что образовала пруд. Поэтому [Юй] основал жертвенники всем богам к северу от Куньлуня. — Каталог гор и морей, Цзюань XVII. — стр. 154
В современном Китае редко рассказывают истории о Сянлю, но в некоторых районах до сих пор существуют устно передаваемые версии мифа о нем. Например, в 1983 году в округе Ван провинции Сычуань (ныне часть муниципалитета Чунцин) был собран текст, в котором рассказывается, что после победы над Сянлю, вызывающим наводнения и прочие беды, богиня Нюйва убила его. В этой версии мифа Сянлю изображается как девятиглавый ядовитый дракон, который не только вызывал наводнения, но и поедал людей и скот. Богиня сразилась с ним. Таким образом, удалось предотвратить наводнения в провинции Сычуань.